# La Botteresse
La Botteresse is een Belgisch bier van hoge gisting. Het bier wordt gebrouwen in Brasserie La Botteresse de Sur-les-Bois te Saint-Georges-sur-Meuse.
La Botteresse Ambrée was het eerste bier dat in 1997 op de markt gebracht werd door deze brouwerij. De naam verwijst naar een personage uit de regio die in het begin van de twintigste eeuw leefde. La Botteresse was een vrouw die in een rieten mand allerlei goederen vervoerde.

## Varianten
- La Botteresse Blonde, blond bier met een alcoholpercentage van 7,5%
- La Botteresse Ambrée, amber bier met een alcoholpercentage van 8,5%
- La Botteresse Ambrée au miel, amber bier met een alcoholpercentage van 8,5% (met honing)
- La Botteresse Brune, bruin bier met een alcoholpercentage van 9,5%
- La Botteresse Blanche, blond witbier met een alcoholpercentage van 5,4%

### Seizoensbieren
- La Botteresse de Noël, bruin kerstbier met een alcoholpercentage van 10,5%
- La Botteresse aux pommes, blond fruitbier met een alcoholpercentage van 5,2% (met appelsap)
- La Botteresse aux cerises, rood fruitbier met een alcoholpercentage van 6% (met kriekensap)